# Symetria i asymetria ludzkiego ciała

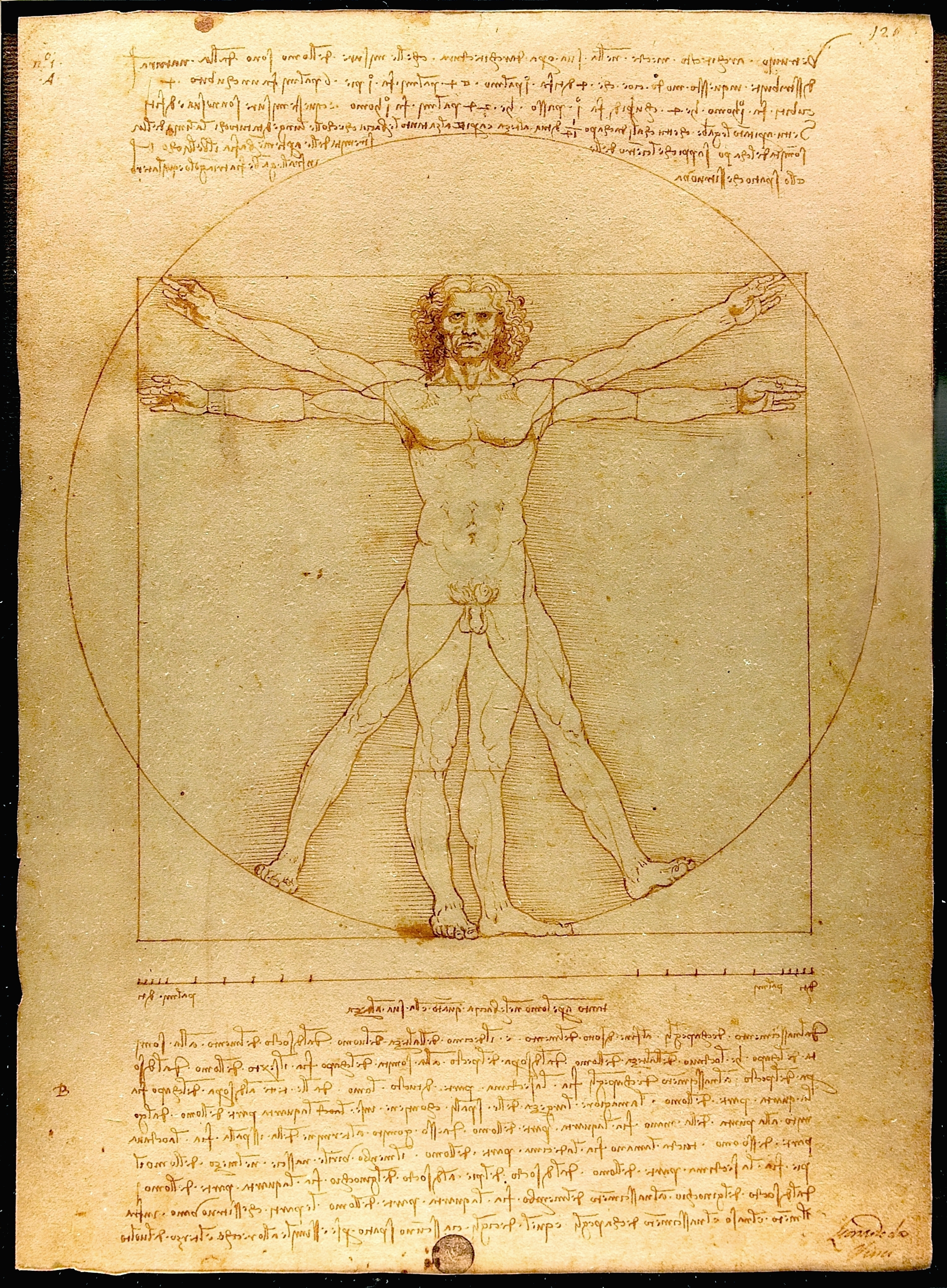

U człowieka w okresie zarodkowym jedna połowa ciała jest lustrzanym odbiciem drugiej, a symetria dotyczy w znacznym stopniu także narządów wewnętrznych. Niewielka asymetria zewnętrznej budowy ciała człowieka jest normą. Zazwyczaj można stwierdzić skośne położenie mostka, pochylenie miednicy w jedną stronę, boczne skrzywienie kręgosłupa, odchylenie nosa w jedną stronę. Szczególnie dobrze można to zauważyć na twarzy – po podzieleniu zdjęcia en face na połowę i odbiciu lustrzanym każdej z połówek otrzymuje się dwie różniące się twarze. 
Narządy wewnętrzne parzyste mogą różnić się kształtem, wielkością i lokalizacją.
- lewa połowa mózgu zazwyczaj jest większa niż prawa
- lewe płuco ma mniejszą pojemność, zbudowane jest z mniejszej ilości płatów
- lewa nerka znajduje się wyżej niż prawa
- u mężczyzn prawe jądro zazwyczaj znajduje się poniżej lewego w worku mosznowym.

Narządy nieparzyste mogą być położone symetrycznie (narządy ośrodkowego układu nerwowego, narządy płciowe, pęcherz moczowy) lub asymetrycznie (wątroba, trzustka po prawej stronie; śledziona, żołądek po lewej). 

## Asymetria w patologii
W niektórych zespołach wad wrodzonych stwierdza się nasilenie asymetrii ciała. Niektóre wady wykazują predylekcję do określonej połowy ciała: aplazja strzałki i przepuklina pachwinowa częstsze są po stronie prawej, rozszczep wargi i polidaktylia pozaosiowa są częstsze po lewej stronie. Wyraźna i istotna klinicznie asymetria ciała jest patogenetycznie i etiologicznie niejednorodna. Można ją określić jako:
- hemihiperplazję
- hemihipertrofię
- hemihipoplazję
- hemiatrofię.

Wyjątkową sytuacją jest zaburzenie rozwoju określane jako odwrotne ułożenie trzewi (situs viscerum inversus). Określa się tak stan w którym narządy znajdują się po stronie przeciwnej niż ich prawidłowa lokalizacja, np. serce znajduje się po stronie prawej a wątroba po lewej. Situs inversus może dotyczyć narządów znajdujących się po obu stronach przepony lub po jednej stronie. 